# 竞争优势
在商业或经济中，竞争优势是使一个组织或实体能够胜过其竞争对手的属性。竞争优势可能包括获取自然资源，例如高品位矿石或低成本能源、高技能劳动力、地理位置、高进入壁垒和获取新技术。

## 概述
竞争优势指的是通过属性和资源获得的能力，在同一行业或市场中比其他人有更高的表现。随着企业在竞争市场中的卓越表现现象越发突出，人们对这种优势的研究也越发的感兴趣。
当一个企业正在实施的价值创造战略没有被任何现有的或潜在的参与者同时实施时，它就被认为具有竞争优势。
竞争优势是一个企业对其竞争对手的杠杆作用。这可以通过向客户提供更好或更大的价值来获得，也可以通过以较低的价格或较高的质量宣传产品或服务，引起消费者的兴趣。这也是品牌忠诚度背后的原因，或者说客户为什么喜欢一个特定的产品或服务而不是另一个。在理解竞争优势时，价值计划是很重要的一部分。如果价值计划为客户提供更好、更大的价值，它就可以在产品或服务中产生竞争优势。